# Howard Shore

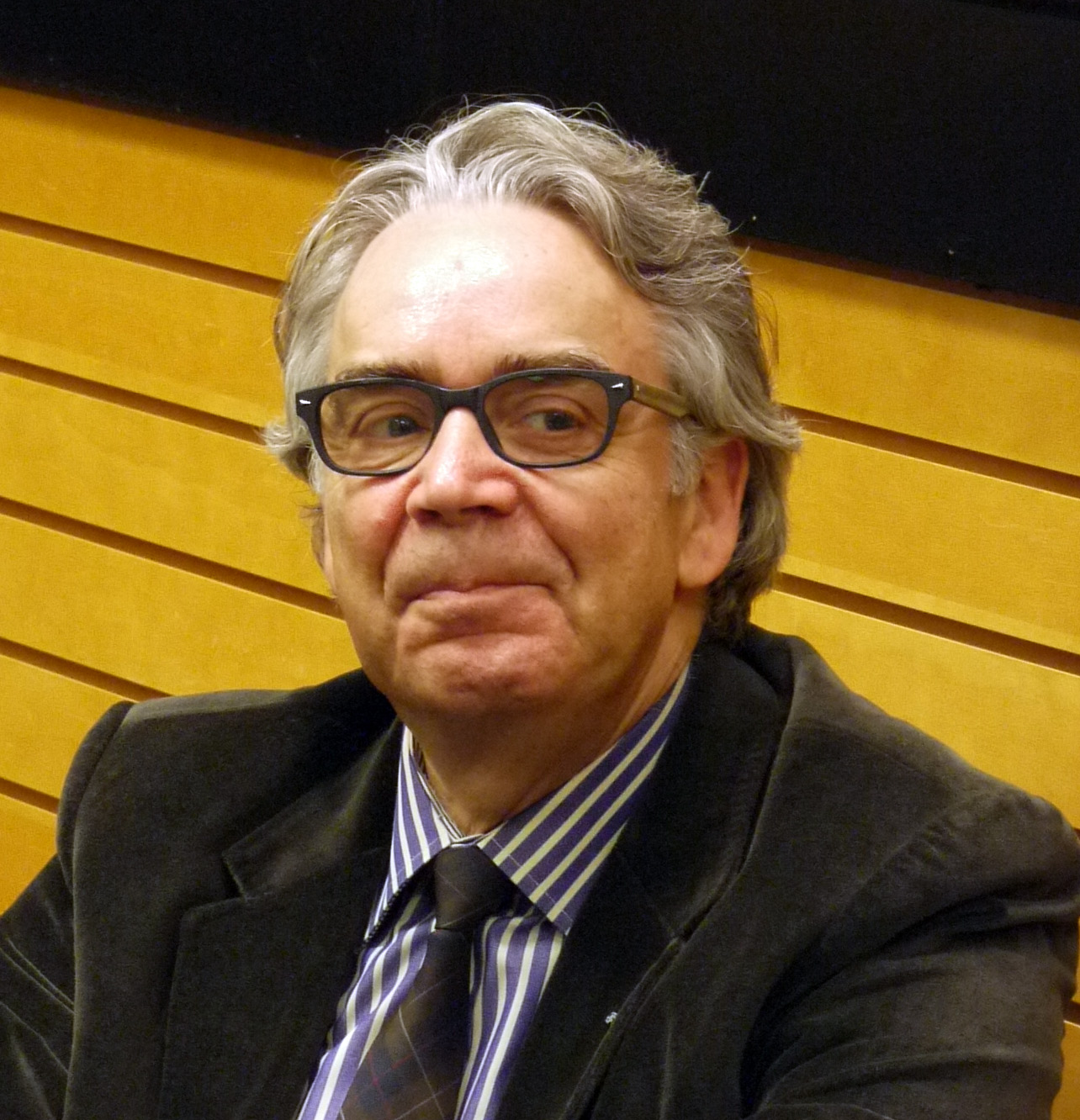
Howard Shore (2010)

Howard Leslie Shore, [ˈhaʊˌəd ˈlɛzlɪ ˈʃɔə] (BrE) oder [ˈhaʊərd ˈɫezɫɪ ˈʃɔr] (AmE), (* 18. Oktober 1946 in Toronto, Ontario) ist ein vielfach ausgezeichneter kanadischer Dirigent und Komponist von Film-, Kammer- und Konzertmusik. Der dreifache Oscargewinner ist heute besonders wegen seiner Musik für die Filmtrilogien Der Herr der Ringe und Der Hobbit bekannt.

## Leben
Shore studierte an der Berklee School of Music in Boston. Zwischen 1969 und 1972 machte er Aufnahmen mit der Gruppe Lighthouse. Bekannt wurde Shore als Mitbegründer und musikalischer Leiter der Band in der NBC-Show Saturday Night Live. Von 1975 bis 1980 dirigierte er die Band der Show.
Howard Shore hat die Filmmusiken zu einer Vielzahl von Spielfilmen komponiert. Zu seinen sehr unterschiedlichen Arbeiten gehören die Vertonungen von Das Schweigen der Lämmer, Philadelphia, Ed Wood, Sieben, Panic Room und Aviator. Einen wesentlichen Stellenwert in seinem Schaffen nimmt auch die langjährige Zusammenarbeit mit dem kanadischen Regisseur David Cronenberg ein, für den er zahlreiche Filme mit Musik unterlegt hat, u. a. Die Fliege, Naked Lunch – Nackter Rausch, Spider und A History of Violence.
Seine bekannteste Arbeit ist die Musik für die Herr-der-Ringe-Trilogie von Peter Jackson. Nach eigenen Angaben studierte Shore für die in diesem Stück verwendete Leitmotivtechnik intensiv die Oper Das Rheingold von Richard Wagner. Die Kompositionen zu den drei Filmen arrangierte Shore zu einer aus sechs Sätzen bestehenden Suite für den Konzertsaal.
Im Interview mit Emanuel Levy nennt er die fast vier Jahre, die er über Der Herr der Ringe verbracht hat, die herausforderndste und dankbarste Aufgabe seiner Karriere und bezeichnet sie überhaupt als die Zusammenfassung seiner künstlerischen Arbeit.
2005 arbeitete Howard Shore an der Filmmusik für Peter Jacksons folgendes Filmprojekt, King Kong. Wegen „unterschiedlicher kreativer Auffassungen“ wurde nach einigen Wochen jedoch James Newton Howard an Shores Stelle verpflichtet. Jedoch haben sich Shore und Jackson für die Verfilmung eines weiteren Tolkien-Werkes wieder zusammengetan und Shore komponierte die Musik für die Trilogie Der Hobbit, deren erster Teil 2012 in die Kinos kam.
Neben seiner Arbeit als Filmkomponist ist Shore auch im Bereich der Kammer- und Konzertmusik tätig. Die Uraufführung seiner Opern-Adaption des Films Die Fliege (The Fly) fand am 2. Juli 2008 im Théâtre du Châtelet statt. Für den Pianisten Lang Lang komponierte er das Klavierkonzert Ruin and Memory, welches im Rahmen des Beijing Music Festivals 2010 uraufgeführt wurde. Sein Cellokonzert Mythic Gardens, welches als Gegenstück dazu betrachtet werden kann, widmete er der Cellistin Sophie Shao, die das Stück am 27. April 2012 zusammen mit dem American Symphony Orchestra uraufführte.
Howard Shore ist der Onkel des kanadischen Komponisten Ryan Shore.

## Auszeichnungen
Die IMDb verzeichnet Stand 6. Februar 2021 90 Filmpreise und 114 weitere Nominierungen.
Für die Filmmusik zu Die Gefährten (Der Herr der Ringe) erhielt Shore seinen ersten Oscar und einen Grammy. Im Jahr 2004 kamen dann ein Grammy, zwei Golden Globes und zwei Oscars hinzu. 2005 erhielt er erneut zwei Grammys, dieses Mal für die Filmmusik zum dritten Teil der Trilogie und den Song Into the West (Annie Lennox).
2005 erhielt Howard Shore für den Soundtrack zum Film Aviator den Golden Globe Award und 2010 den erstmals verliehenen Filmmusikpreis des Bayerischen Rundfunks.
Im Rahmen der Filmmusikgala „Hollywood in Vienna“ im Wiener Konzerthaus erhielt Shore am 16. September 2010 von der Stadt Wien den „Max Steiner Film Music Achievement Award“ aus den Händen von Stadtrat Andreas Mailath-Pokorny.
2024 wurde ihm der Career Achievement Award des Zurich Film Festivals (ZFF) für sein Lebenswerk zuerkannt.

## Filmografie (Auswahl)
- 1978: Im Bannkreis des Todes (I Miss You, Hugs and Kisses)
- 1979: Die Brut (The Brood)
- 1981: Scanners – Ihre Gedanken können töten (Scanners)
- 1983: Videodrome
- 1984: Alles ist vergänglich (Nothing Lasts Forever)
- 1985: Die Zeit nach Mitternacht (After Hours)
- 1986: Die Fliege (The Fly)
- 1986: Fire with Fire – Verbotene Leidenschaft (Fire with Fire)
- 1987: Alles über Himmel und Hölle (Heaven)
- 1987: Nadine – Eine kugelsichere Liebe (Nadine)
- 1988: Moving – Rückwärts ins Chaos (Moving)
- 1988: Big
- 1988: Die Unzertrennlichen (Dead Ringers)
- 1989: Die Teufelin (She-Devil)
- 1989: Lemon Sisters (The Lemon Sisters)
- 1989: Von Bullen aufs Kreuz gelegt (An Innocent Man)
- 1991: Das Schweigen der Lämmer (The Silence of the Lambs)
- 1991: Naked Lunch
- 1991: Der Kuß vor dem Tode (A Kiss Before Dying)
- 1992: Weiblich, ledig, jung sucht … (Single White Female)
- 1992: Zauberhafte Zeiten (Prelude to a Kiss)
- 1993: Al Pacino’s Looking for Richard (Looking for Richard)
- 1993: Jenseits der Unschuld (Guilty as Sin)
- 1993: M. Butterfly
- 1993: Mrs. Doubtfire – Das stachelige Kindermädchen (Mrs. Doubtfire)
- 1993: Philadelphia
- 1993: Sliver
- 1994: Ed Wood
- 1994: Der Klient (The Client)
- 1994: Nobody’s Fool – Auf Dauer unwiderstehlich (Nobody’s Fool)
- 1995: Moonlight and Valentino
- 1995: Sieben (Se7en)
- 1995: Straße der Rache (White Man’s Burden)
- 1996: Crash
- 1996: Lügen haben lange Beine (The Truth About Cats & Dogs)
- 1996: Davor und danach (Before and After)
- 1997: The Game
- 1997: Cop Land
- 1999: Gloria
- 1999: eXistenZ
- 1999: Dogma
- 1999: Reine Nervensache (Analyze This)
- 2000: High Fidelity
- 2000: Camera
- 2000: The Cell
- 2000: The Yards – Im Hinterhof der Macht (The Yards)
- 2001: Der Herr der Ringe: Die Gefährten (The Lord of the Rings: The Fellowship of the Ring)
- 2001: The Score
- 2002: Panic Room
- 2002: Der Herr der Ringe: Die zwei Türme (The Lord of the Rings: The Two Towers)
- 2002: Gangs of New York
- 2002: Spider
- 2003: Der Herr der Ringe: Die Rückkehr des Königs (The Lord of the Rings: The Return of the King)
- 2004: Aviator (The Aviator)
- 2005: A History of Violence
- 2006: Departed – Unter Feinden (The Departed)
- 2007: Mimzy – Meine Freundin aus der Zukunft (The Last Mimzy)
- 2007: Tödliche Versprechen – Eastern Promises (Eastern Promises)
- 2008: Glaubensfrage (Doubt)
- 2008: The Betrayal – Nerakhoon (The Betrayal (Nerakhoon))
- 2009: P.O.V. (Folge: „The Betrayal“) (Nerakhoon)
- 2010: Auftrag Rache (Edge of Darkness)
- 2010: Eclipse – Biss zum Abendrot (The Twilight Saga: Eclipse)
- 2011: Eine dunkle Begierde (A Dangerous Method)
- 2011: Hugo Cabret (Hugo)
- 2012: Cosmopolis
- 2012: Der Hobbit: Eine unerwartete Reise (The Hobbit: An Unexpected Journey)
- 2013: Jimmy P. – Psychotherapie eines Indianers (Jimmy P. (Psychotherapy of a Plains Indian))
- 2013: Der Hobbit: Smaugs Einöde (The Hobbit: The Desolation of Smaug)
- 2014: Maps to the Stars
- 2014: Rosewater
- 2014: Der Hobbit: Die Schlacht der Fünf Heere (The Hobbit: The Battle of the Five Armies)
- 2015: Spotlight
- 2016: Verleugnung (Denial)
- 2018: The Catcher Was a Spy
- 2020: Pieces of a Woman
- 2022: Crimes of the Future
- 2022: Der Herr der Ringe: Die Ringe der Macht (The Lord of the Rings: The Rings of Power, Fernsehserie, Titelmusik)
- 2022: Der denkwürdige Fall des Mr Poe (The Pale Blue Eye)
- 2024: The Shrouds

## Auszeichnungen für Musikverkäufe
| Silberne Schallplatte - Vereinigtes Königreich - 2025: für das Lied Misty Mountains - 2025: für das Lied Concerning Hobbits (Lotr - Fellowship) Goldene Schallplatte - Australien - 2002: für das Album Der Herr der Ringe: Die Gefährten - Belgien - 2003: für das Album Der Herr der Ringe: Die Gefährten - Dänemark - 2002: für das Album Der Herr der Ringe: Die Gefährten - Deutschland - 2003: für das Album Der Herr der Ringe: Die zwei Türme - 2004: für das Album Der Herr der Ringe: Die Rückkehr des Königs - Finnland - 2002: für das Album Der Herr der Ringe: Die Gefährten - Frankreich - 2002: für das Album Der Herr der Ringe: Die Gefährten - Griechenland - 2003: für das Album Der Herr der Ringe: Die Gefährten - Kanada - 2002: für das Album Der Herr der Ringe: Die Gefährten - 2003: für das Album Der Herr der Ringe: Die zwei Türme - 2013: für das Album Der Hobbit: Eine unerwartete Reise - Neuseeland - 2002: für das Album Der Herr der Ringe: Die Gefährten - Österreich - 2002: für das Album Der Herr der Ringe: Die Gefährten - Schweiz - 2002: für das Album Der Herr der Ringe: Die Gefährten - Ungarn - 2002: für das Album Der Herr der Ringe: Die Gefährten - Vereinigte Staaten - 2003: für das Album Der Herr der Ringe: Die zwei Türme - 2004: für das Album Der Herr der Ringe: Die Rückkehr des Königs - Vereinigtes Königreich - 2003: für das Album Der Herr der Ringe: Die zwei Türme - 2004: für das Album Der Herr der Ringe: Die Rückkehr des Königs - 2013: für das Album Der Herr der Ringe: Die Trilogie | Platin-Schallplatte - Deutschland - 2002: für das Album Der Herr der Ringe: Die Gefährten - Europa - 2002: für das Album Der Herr der Ringe: Die Gefährten - Spanien - 2002: für das Album Der Herr der Ringe: Die Gefährten - Vereinigte Staaten - 2004: für das Album Der Herr der Ringe: Die Gefährten - Vereinigtes Königreich - 2019: für das Album Der Herr der Ringe: Die Gefährten 2× Platin-Schallplatte - Polen - 2002: für das Album Der Herr der Ringe: Die Gefährten |

Anmerkung: Auszeichnungen in Ländern aus den Charttabellen bzw. Chartboxen sind in ebendiesen zu finden.
| Land/RegionAuszeichnungen für Musikverkäufe (Land/Region, Auszeichnungen, Verkäufe, Quellen) | Silber     | Gold       | Platin     | Verkäufe    | Quellen                                                   |
| -------------------------------------------------------------------------------------------- | ---------- | ---------- | ---------- | ----------- | --------------------------------------------------------- |
| Australien (ARIA)                                                                            | —          | Gold1      | —          | 35.000      | aria.com.au                                               |
| Belgien (BRMA)                                                                               | —          | Gold1      | —          | 25.000      | ultratop.be                                               |
| Dänemark (IFPI)                                                                              | —          | Gold1      | —          | 25.000      | hitlisten.nu                                              |
| Deutschland (BVMI)                                                                           | —          | 2× Gold2   | Platin1    | 550.000     | musikindustrie.de                                         |
| Europa (IFPI)                                                                                | —          | —          | Platin1    | (1.000.000) | ifpi.org                                                  |
| Finnland (IFPI)                                                                              | —          | Gold1      | —          | 20.319      | ifpi.fi                                                   |
| Frankreich (SNEP)                                                                            | —          | Gold1      | —          | 100.000     | snepmusique.com                                           |
| Griechenland (IFPI)                                                                          | —          | Gold1      | —          | 10.000      | ifpi.gr (Memento vom 5. Februar 2003 im Internet Archive) |
| Kanada (MC)                                                                                  | —          | 3× Gold3   | —          | 140.000     | musiccanada.com                                           |
| Neuseeland (RMNZ)                                                                            | —          | Gold1      | —          | 7.500       | aotearoamusiccharts.co.nz                                 |
| Österreich (IFPI)                                                                            | —          | Gold1      | —          | 20.000      | ifpi.at                                                   |
| Polen (ZPAV)                                                                                 | —          | —          | 2× Platin2 | 200.000     | olis.pl                                                   |
| Schweiz (IFPI)                                                                               | —          | Gold1      | —          | 20.000      | hitparade.ch                                              |
| Spanien (Promusicae)                                                                         | —          | —          | Platin1    | 100.000     | elportaldemusica.es                                       |
| Ungarn (MAHASZ)                                                                              | —          | Gold1      | —          | 25.000      | slagerlistak.hu                                           |
| Vereinigte Staaten (RIAA)                                                                    | —          | 2× Gold2   | Platin1    | 2.000.000   | riaa.com                                                  |
| Vereinigtes Königreich (BPI)                                                                 | 2× Silber2 | 3× Gold3   | Platin1    | 1.000.000   | bpi.co.uk                                                 |
| Insgesamt                                                                                    | 2× Silber2 | 20× Gold20 | 7× Platin7 |             |                                                           |